# Campeonato de Primera División 2021 (Argentina)
El Campeonato de Primera División 2021, llamado «Torneo Socios.com 2021» por motivos de patrocinio, también conocido como Liga Profesional 2021, fue la nonagésima segunda temporada y el centésimo trigésimo sexto torneo de la era profesional de la Primera División del fútbol argentino, y el primero organizado por la Liga Profesional, órgano interno de la Asociación del Fútbol Argentino. 
El sorteo del cronograma de partidos se realizó el 29 de junio. Comenzó el 16 de julio y finalizó el 13 de diciembre.
Los nuevos participantes fueron los dos equipos ascendidos de la Primera Nacional 2020: Sarmiento, de Junín, que volvió a 4 años de su última participación en la temporada 2016-17, y Platense, que regresó luego de 22 años de su última intervención en el campeonato 1998-99. Ambos equipos ya estaban ascendidos desde el anterior semestre, cuando compitieron por la Copa de la Liga 2021.
Consagró campeón al Club Atlético River Plate, dirigido por Marcelo Gallardo, que obtuvo su trigesimoséptimo título, trigesimosexto de la era profesional, cortando una racha de 7 años desde que obtuvo el Torneo Final 2014. Clasificó, así, a la Copa Libertadores 2022 y disputó el Trofeo de Campeones 2021.

## Ascensos y descensos
| Pos.          | Equipos ascendidos de la Primera Nacional 2020 |
| ------------- | ---------------------------------------------- |
| Campeón       | Sarmiento (J)                                  |
| Gan. 2.º asc. | Platense                                       |

| Equipos descendidos en la temporada 2019-20 |
| ------------------------------------------- |
| No hubo                                     |

- De esta manera, el número de equipos participantes aumentó a 26.

## Equipos participantes
| Equipo             | Ciudad                | Estadio                                         | Capacidad     |
| ------------------ | --------------------- | ----------------------------------------------- | ------------- |
| Aldosivi           | Mar del Plata         | José María Minella                              | 35 180        |
| Argentinos Juniors | Buenos Aires          | Diego Armando Maradona                          | 26 000        |
| Arsenal            | Sarandí               | Julio Humberto Grondona                         | 16 300        |
| Atlético Tucumán   | San Miguel de Tucumán | Monumental José Fierro                          | 35 200        |
| Banfield           | Banfield              | Florencio Sola                                  | 34 900        |
| Boca Juniors       | Buenos Aires          | Alberto J. Armando                              | 54 000        |
| Central Córdoba    | Santiago del Estero   | Único Madre de Ciudades                         | 30 000        |
| Colón              | Santa Fe              | Brigadier General Estanislao López              | 40 000        |
| Defensa y Justicia | Gobernador Costa      | Norberto Tomaghello                             | 20 000        |
| Estudiantes        | La Plata              | Jorge Luis Hirschi                              | 30 018        |
| Gimnasia y Esgrima | La Plata              | Juan Carmelo Zerillo Ciudad de La Plata         | 21 500 53 000 |
| Godoy Cruz         | Godoy Cruz            | Feliciano Gambarte Malvinas Argentinas          | 15 000 42 500 |
| Huracán            | Buenos Aires          | Tomás Adolfo Ducó                               | 48 314        |
| Independiente      | Avellaneda            | Libertadores de América-Ricardo Enrique Bochini | 49 592        |
| Lanús              | Lanús Este            | Ciudad de Lanús-Néstor Díaz Pérez               | 47 027        |
| Newell's Old Boys  | Rosario               | Marcelo Bielsa                                  | 42 000        |
| Patronato          | Paraná                | Presbítero Bartolomé Grella                     | 22 000        |
| Platense           | Florida               | Ciudad de Vicente López                         | 34 530        |
| Racing Club        | Avellaneda            | Presidente Perón                                | 51 000        |
| River Plate        | Buenos Aires          | Antonio Vespucio Liberti                        | 72 054        |
| Rosario Central    | Rosario               | Gigante de Arroyito                             | 41 465        |
| San Lorenzo        | Buenos Aires          | Pedro Bidegain                                  | 47 964        |
| Sarmiento          | Junín                 | Eva Perón                                       | 23 000        |
| Talleres           | Córdoba               | Mario Alberto Kempes                            | 57 000        |
| Unión              | Santa Fe              | 15 de Abril                                     | 26 000        |
| Vélez Sarsfield    | Buenos Aires          | José Amalfitani                                 | 49 540        |

### Distribución geográfica de los equipos
| Jurisdicción                             | Cant. | Equipos                                                                               |
| ---------------------------------------- | ----- | ------------------------------------------------------------------------------------- |
| Conurbano bonaerense                     | 7     | Arsenal, Banfield, Defensa y Justicia, Independiente, Lanús, Platense y Racing Club   |
| Ciudad de Buenos Aires                   | 6     | Argentinos Juniors, Boca Juniors, Huracán, River Plate, San Lorenzo y Vélez Sarsfield |
| Provincia de Santa Fe                    | 4     | Colón, Newell's Old Boys, Rosario Central y Unión                                     |
| Ciudad de La Plata                       | 2     | Estudiantes y Gimnasia y Esgrima                                                      |
| Interior de la provincia de Buenos Aires | 2     | Aldosivi y Sarmiento (J)                                                              |
| Provincia de Córdoba                     | 1     | Talleres                                                                              |
| Provincia de Entre Ríos                  | 1     | Patronato                                                                             |
| Provincia de Mendoza                     | 1     | Godoy Cruz                                                                            |
| Provincia de Santiago del Estero         | 1     | Central Córdoba                                                                       |
| Provincia de Tucumán                     | 1     | Atlético Tucumán                                                                      |

## Sistema de disputa
El certamen se desarrolló en una sola rueda de todos contra todos.

## Tabla de posiciones final
| Pos. | Equipo                  | Pts. | PJ | PG | PE | PP | GF | GC | Dif. |
| ---- | ----------------------- | ---- | -- | -- | -- | -- | -- | -- | ---- |
| 1.º  | River Plate             | 54   | 25 | 16 | 6  | 3  | 53 | 19 | 34   |
| 2.º  | Defensa y Justicia      | 47   | 25 | 13 | 8  | 4  | 43 | 24 | 19   |
| 3.º  | Talleres (C)            | 46   | 25 | 14 | 4  | 7  | 38 | 28 | 10   |
| 4.º  | Boca Juniors            | 41   | 25 | 11 | 8  | 6  | 35 | 19 | 16   |
| 5.º  | Vélez Sarsfield         | 39   | 25 | 10 | 9  | 6  | 34 | 21 | 13   |
| 6.º  | Estudiantes (LP)        | 39   | 25 | 10 | 9  | 6  | 43 | 31 | 12   |
| 7.º  | Colón                   | 39   | 25 | 11 | 6  | 8  | 26 | 31 | −5   |
| 8.º  | Huracán                 | 38   | 25 | 10 | 8  | 7  | 28 | 25 | 3    |
| 9.º  | Independiente           | 38   | 25 | 10 | 8  | 7  | 27 | 24 | 3    |
| 10.º | Lanús                   | 37   | 25 | 10 | 7  | 8  | 44 | 43 | 1    |
| 11.º | Gimnasia y Esgrima (LP) | 36   | 25 | 9  | 9  | 7  | 27 | 28 | −1   |
| 12.º | Unión                   | 34   | 25 | 10 | 4  | 11 | 32 | 32 | 0    |
| 13.º | Aldosivi                | 33   | 25 | 10 | 3  | 12 | 29 | 39 | −10  |
| 14.º | Argentinos Juniors      | 32   | 25 | 8  | 8  | 9  | 26 | 25 | 1    |
| 15.º | Racing Club             | 32   | 25 | 8  | 8  | 9  | 24 | 23 | 1    |
| 16.º | Rosario Central         | 32   | 25 | 9  | 5  | 11 | 39 | 41 | −2   |
| 17.º | Godoy Cruz              | 31   | 25 | 8  | 7  | 10 | 35 | 33 | 2    |
| 18.º | Platense                | 31   | 25 | 7  | 10 | 8  | 36 | 36 | 0    |
| 19.º | Newell's Old Boys       | 28   | 25 | 7  | 7  | 11 | 24 | 32 | −8   |
| 20.º | Banfield                | 27   | 25 | 5  | 12 | 8  | 20 | 25 | −5   |
| 21.º | San Lorenzo             | 27   | 25 | 7  | 6  | 12 | 23 | 33 | −10  |
| 22.º | Central Córdoba (SdE)   | 26   | 25 | 6  | 8  | 11 | 30 | 36 | −6   |
| 23.º | Patronato               | 25   | 25 | 5  | 10 | 10 | 23 | 35 | −12  |
| 24.º | Sarmiento (J)           | 24   | 25 | 6  | 6  | 13 | 23 | 33 | −10  |
| 25.º | Atlético Tucumán        | 22   | 25 | 5  | 7  | 13 | 22 | 46 | −24  |
| 26.º | Arsenal                 | 21   | 25 | 4  | 9  | 12 | 12 | 34 | −22  |

|  | Campeón. Clasificó a la Copa Libertadores 2022. |

|  |

### Evolución de las posiciones
| Equipo / Fecha          | 1    | 2    | 3    | 4    | 5    | 6    | 7    | 8    | 9    | 10   | 11   | 12   | 13   | 14   | 15   | 16   | 17   | 18   | 19   | 20   | 21   | 22   | 23   | 24   | 25   |
| ----------------------- | ---- | ---- | ---- | ---- | ---- | ---- | ---- | ---- | ---- | ---- | ---- | ---- | ---- | ---- | ---- | ---- | ---- | ---- | ---- | ---- | ---- | ---- | ---- | ---- | ---- |
| Aldosivi                | 25.º | 14.º | 20.º | 13.º | 7.º  | 10.º | 5.º  | 8.º  | 9.º  | 15.º | 18.º | 21.º | 23.º | 24.º | 24.º | 22.º | 22.º | 20.º | 20.º | 22.º | 17.º | 15.º | 19.º | 15.º | 13.º |
| Argentinos Juniors      | 16.º | 5.º  | 14.º | 17.º | 15.º | 11.º | 8.º  | 10.º | 11.º | 12.º | 13.º | 13.º | 11.º | 8.º  | 13.º | 13.º | 11.º | 14.º | 15.º | 14.º | 15.º | 17.º | 16.º | 17.º | 14.º |
| Arsenal                 | 10.º | 23.º | 15.º | 20.º | 21.º | 23.º | 25.º | 26.º | 26.º | 26.º | 26.º | 26.º | 26.º | 26.º | 25.º | 25.º | 25.º | 26.º | 25.º | 26.º | 26.º | 26.º | 26.º | 26.º | 26.º |
| Atlético Tucumán        | 24.º | 13.º | 8.º  | 8.º  | 14.º | 14.º | 16.º | 13.º | 7.º  | 7.º  | 10.º | 15.º | 19.º | 20.º | 21.º | 19.º | 19.º | 18.º | 19.º | 21.º | 23.º | 23.º | 25.º | 25.º | 25.º |
| Banfield                | 10.º | 17.º | 11.º | 11.º | 15.º | 19.º | 19.º | 20.º | 24.º | 24.º | 25.º | 25.º | 21.º | 22.º | 23.º | 23.º | 24.º | 24.º | 24.º | 20.º | 22.º | 22.º | 20.º | 21.º | 20.º |
| Boca Juniors            | 10.º | 17.º | 23.º | 23.º | 23.º | 24.º | 20.º | 14.º | 14.º | 9.º  | 9.º  | 8.º  | 6.º  | 9.º  | 6.º  | 3.º  | 3.º  | 5.º  | 6.º  | 6.º  | 4.º  | 5.º  | 6.º  | 7.º  | 4.º  |
| Central Córdoba (SdE)   | 10.º | 21.º | 12.º | 15.º | 19.º | 21.º | 22.º | 24.º | 25.º | 25.º | 22.º | 24.º | 25.º | 25.º | 26.º | 26.º | 26.º | 25.º | 26.º | 25.º | 24.º | 24.º | 22.º | 20.º | 22.º |
| Colón                   | 5.º  | 15.º | 16.º | 9.º  | 4.º  | 3.º  | 7.º  | 7.º  | 8.º  | 8.º  | 8.º  | 6.º  | 9.º  | 10.º | 8.º  | 6.º  | 7.º  | 6.º  | 7.º  | 7.º  | 7.º  | 8.º  | 8.º  | 6.º  | 7.º  |
| Defensa y Justicia      | 21.º | 25.º | 24.º | 19.º | 22.º | 16.º | 15.º | 11.º | 10.º | 11.º | 12.º | 12.º | 16.º | 13.º | 12.º | 8.º  | 8.º  | 7.º  | 5.º  | 5.º  | 3.º  | 2.º  | 3.º  | 3.º  | 2.º  |
| Estudiantes (LP)        | 1.º  | 8.º  | 17.º | 10.º | 5.º  | 4.º  | 3.º  | 1.º  | 6.º  | 6.º  | 4.º  | 3.º  | 3.º  | 4.º  | 3.º  | 5.º  | 6.º  | 10.º | 8.º  | 9.º  | 8.º  | 7.º  | 5.º  | 5.º  | 6.º  |
| Gimnasia y Esgrima (LP) | 8.º  | 16.º | 10.º | 14.º | 10.º | 13.º | 13.º | 18.º | 19.º | 23.º | 23.º | 17.º | 12.º | 16.º | 15.º | 14.º | 12.º | 12.º | 11.º | 11.º | 10.º | 10.º | 10.º | 11.º | 11.º |
| Godoy Cruz              | 5.º  | 3.º  | 7.º  | 12.º | 6.º  | 12.º | 12.º | 15.º | 21.º | 13.º | 7.º  | 10.º | 8.º  | 7.º  | 9.º  | 10.º | 13.º | 11.º | 12.º | 13.º | 12.º | 14.º | 14.º | 13.º | 17.º |
| Huracán                 | 5.º  | 11.º | 12.º | 15.º | 20.º | 18.º | 18.º | 19.º | 22.º | 16.º | 16.º | 18.º | 13.º | 12.º | 11.º | 12.º | 9.º  | 8.º  | 9.º  | 10.º | 11.º | 11.º | 11.º | 10.º | 8.º  |
| Independiente           | 16.º | 5.º  | 2.º  | 2.º  | 1.º  | 1.º  | 1.º  | 5.º  | 3.º  | 3.º  | 5.º  | 5.º  | 5.º  | 5.º  | 7.º  | 9.º  | 10.º | 9.º  | 10.º | 8.º  | 9.º  | 9.º  | 9.º  | 9.º  | 9.º  |
| Lanús                   | 2.º  | 1.º  | 4.º  | 5.º  | 2.º  | 2.º  | 6.º  | 3.º  | 2.º  | 2.º  | 2.º  | 4.º  | 4.º  | 3.º  | 4.º  | 4.º  | 4.º  | 4.º  | 3.º  | 3.º  | 6.º  | 6.º  | 7.º  | 8.º  | 10.º |
| Newell's Old Boys       | 4.º  | 10.º | 5.º  | 6.º  | 3.º  | 9.º  | 11.º | 12.º | 15.º | 17.º | 14.º | 14.º | 17.º | 19.º | 20.º | 21.º | 20.º | 22.º | 22.º | 19.º | 21.º | 18.º | 18.º | 19.º | 19.º |
| Patronato               | 3.º  | 2.º  | 6.º  | 7.º  | 8.º  | 6.º  | 10.º | 9.º  | 13.º | 14.º | 20.º | 16.º | 20.º | 21.º | 22.º | 24.º | 23.º | 21.º | 21.º | 23.º | 20.º | 21.º | 24.º | 24.º | 23.º |
| Platense                | 8.º  | 20.º | 24.º | 25.º | 26.º | 21.º | 22.º | 25.º | 23.º | 22.º | 24.º | 23.º | 24.º | 23.º | 19.º | 17.º | 17.º | 19.º | 16.º | 17.º | 18.º | 19.º | 17.º | 18.º | 18.º |
| Racing Club             | 16.º | 19.º | 9.º  | 3.º  | 9.º  | 5.º  | 2.º  | 4.º  | 5.º  | 5.º  | 6.º  | 7.º  | 10.º | 11.º | 10.º | 11.º | 14.º | 15.º | 17.º | 12.º | 14.º | 16.º | 15.º | 16.º | 15.º |
| River Plate             | 21.º | 7.º  | 3.º  | 4.º  | 12.º | 7.º  | 9.º  | 6.º  | 4.º  | 4.º  | 3.º  | 2.º  | 2.º  | 1.º  | 1.º  | 1.º  | 1.º  | 1.º  | 1.º  | 1.º  | 1.º  | 1.º  | 1.º  | 1.º  | 1.º  |
| Rosario Central         | 21.º | 11.º | 19.º | 22.º | 25.º | 25.º | 26.º | 22.º | 18.º | 21.º | 15.º | 11.º | 14.º | 17.º | 17.º | 16.º | 16.º | 13.º | 14.º | 16.º | 13.º | 12.º | 12.º | 12.º | 16.º |
| San Lorenzo             | 10.º | 4.º  | 1.º  | 1.º  | 11.º | 15.º | 17.º | 21.º | 16.º | 18.º | 17.º | 20.º | 15.º | 15.º | 18.º | 20.º | 21.º | 23.º | 23.º | 24.º | 25.º | 25.º | 23.º | 23.º | 21.º |
| Sarmiento (J)           | 26.º | 26.º | 21.º | 24.º | 17.º | 20.º | 14.º | 16.º | 20.º | 20.º | 19.º | 19.º | 22.º | 18.º | 14.º | 18.º | 18.º | 16.º | 18.º | 18.º | 19.º | 20.º | 21.º | 22.º | 24.º |
| Talleres (C)            | 20.º | 9.º  | 17.º | 18.º | 13.º | 8.º  | 4.º  | 2.º  | 1.º  | 1.º  | 1.º  | 1.º  | 1.º  | 2.º  | 2.º  | 2.º  | 2.º  | 2.º  | 2.º  | 2.º  | 2.º  | 3.º  | 2.º  | 2.º  | 3.º  |
| Unión                   | 10.º | 24.º | 26.º | 26.º | 18.º | 17.º | 22.º | 17.º | 12.º | 19.º | 21.º | 22.º | 18.º | 14.º | 16.º | 15.º | 15.º | 17.º | 13.º | 15.º | 16.º | 13.º | 13.º | 14.º | 12.º |
| Vélez Sarsfield         | 16.º | 22.º | 22.º | 21.º | 24.º | 26.º | 21.º | 23.º | 17.º | 10.º | 11.º | 9.º  | 7.º  | 6.º  | 5.º  | 7.º  | 5.º  | 3.º  | 4.º  | 4.º  | 5.º  | 4.º  | 4.º  | 4.º  | 5.º  |

|  |

## Resultados
| Fecha 1                 | Fecha 1   | Fecha 1            | Fecha 1                 | Fecha 1     | Fecha 1 |
| Local                   | Resultado | Visitante          | Estadio                 | Fecha       | Hora    |
| ----------------------- | --------- | ------------------ | ----------------------- | ----------- | ------- |
| Unión                   | 1 - 1     | Boca Juniors       | 15 de Abril             | 16 de julio | 19:00   |
| Sarmiento (J)           | 0 - 3     | Estudiantes (LP)   | Eva Perón               | 16 de julio | 21:15   |
| Aldosivi                | 0 - 2     | Patronato          | José María Minella      | 17 de julio | 13:30   |
| Newell's Old Boys       | 3 - 2     | Talleres (C)       | Marcelo Bielsa          | 17 de julio | 15:45   |
| Lanús                   | 4 - 2     | Atlético Tucumán   | Ciudad de Lanús         | 17 de julio | 15:45   |
| Gimnasia y Esgrima (LP) | 2 - 2     | Platense           | Del Bosque              | 17 de julio | 18:00   |
| Vélez Sarsfield         | 0 - 0     | Racing Club        | José Amalfitani         | 17 de julio | 20:15   |
| Huracán                 | 2 - 1     | Defensa y Justicia | Tomás Adolfo Ducó       | 18 de julio | 13:30   |
| Arsenal                 | 1 - 1     | San Lorenzo        | El Viaducto             | 18 de julio | 15:45   |
| River Plate             | 1 - 2     | Colón              | Monumental              | 18 de julio | 18:00   |
| Independiente           | 0 - 0     | Argentinos Juniors | Libertadores de América | 18 de julio | 20:15   |
| Central Córdoba (SdE)   | 1 - 1     | Banfield           | Único Madre de Ciudades | 19 de julio | 18:00   |
| Godoy Cruz              | 2 - 1     | Rosario Central    | Feliciano Gambarte      | 19 de julio | 20:15   |

| Fecha 2            | Fecha 2   | Fecha 2                 | Fecha 2                            | Fecha 2     | Fecha 2 |
| Local              | Resultado | Visitante               | Estadio                            | Fecha       | Hora    |
| ------------------ | --------- | ----------------------- | ---------------------------------- | ----------- | ------- |
| Atlético Tucumán   | 1 - 0     | Huracán                 | Monumental José Fierro             | 23 de julio | 19:00   |
| Platense           | 0 - 1     | Aldosivi                | Ciudad de Vicente López            | 23 de julio | 21:15   |
| Colón              | 1 - 4     | Lanús                   | Brigadier General Estanislao López | 24 de julio | 13:30   |
| San Lorenzo        | 1 - 0     | Central Córdoba (SdE)   | Nuevo Gasómetro                    | 24 de julio | 15:45   |
| Racing Club        | 0 - 0     | Gimnasia y Esgrima (LP) | El Cilindro                        | 24 de julio | 18:00   |
| Banfield           | 0 - 0     | Boca Juniors            | Florencio Sola                     | 24 de julio | 20:15   |
| Patronato          | 2 - 0     | Sarmiento (J)           | Presbítero Bartolomé Grella        | 25 de julio | 13:30   |
| Defensa y Justicia | 1 - 2     | Godoy Cruz              | Norberto Tomaghello                | 25 de julio | 13:30   |
| Rosario Central    | 1 - 0     | Vélez Sarsfield         | Gigante de Arroyito                | 25 de julio | 15:45   |
| River Plate        | 4 - 0     | Unión                   | Monumental                         | 25 de julio | 18:00   |
| Estudiantes (LP)   | 0 - 1     | Independiente           | Jorge Luis Hirschi                 | 25 de julio | 20:15   |
| Talleres (C)       | 2 - 0     | Arsenal                 | Mario Alberto Kempes               | 26 de julio | 18:00   |
| Argentinos Juniors | 1 - 0     | Newell's Old Boys       | Diego Armando Maradona             | 26 de julio | 20:15   |

| Fecha 3                 | Fecha 3   | Fecha 3            | Fecha 3                 | Fecha 3     | Fecha 3 |
| Local                   | Resultado | Visitante          | Estadio                 | Fecha       | Hora    |
| ----------------------- | --------- | ------------------ | ----------------------- | ----------- | ------- |
| Huracán                 | 1 - 1     | Colón              | Tomás Adolfo Ducó       | 27 de julio | 16:30   |
| Aldosivi                | 0 - 2     | Racing Club        | José María Minella      | 27 de julio | 18:45   |
| Boca Juniors            | 0 - 2     | San Lorenzo        | La Bombonera            | 27 de julio | 21:00   |
| Unión                   | 0 - 1     | Banfield           | 15 de Abril             | 28 de julio | 14:15   |
| Godoy Cruz              | 1 - 2     | Atlético Tucumán   | Feliciano Gambarte      | 28 de julio | 14:15   |
| Sarmiento (J)           | 1 - 0     | Platense           | Eva Perón               | 28 de julio | 16:30   |
| Vélez Sarsfield         | 0 - 0     | Defensa y Justicia | José Amalfitani         | 28 de julio | 16:30   |
| Independiente           | 2 - 0     | Patronato          | Libertadores de América | 28 de julio | 18:45   |
| Lanús                   | 0 - 3     | River Plate        | Ciudad de Lanús         | 28 de julio | 21:00   |
| Central Córdoba (SdE)   | 2 - 1     | Talleres (C)       | Único Madre de Ciudades | 29 de julio | 14:15   |
| Arsenal                 | 1 - 0     | Argentinos Juniors | El Viaducto             | 29 de julio | 16:30   |
| Gimnasia y Esgrima (LP) | 1 - 0     | Rosario Central    | Del Bosque              | 29 de julio | 18:45   |
| Newell's Old Boys       | 4 - 2     | Estudiantes (LP)   | Marcelo Bielsa          | 29 de julio | 21:00   |

| Fecha 4            | Fecha 4   | Fecha 4                 | Fecha 4                            | Fecha 4     | Fecha 4 |
| Local              | Resultado | Visitante               | Estadio                            | Fecha       | Hora    |
| ------------------ | --------- | ----------------------- | ---------------------------------- | ----------- | ------- |
| Colón              | 1 - 0     | Godoy Cruz              | Brigadier General Estanislao López | 31 de julio | 13:30   |
| Lanús              | 1 - 1     | Unión                   | Ciudad de Lanús                    | 31 de julio | 15:45   |
| Racing Club        | 1 - 0     | Sarmiento (J)           | El Cilindro                        | 31 de julio | 18:00   |
| Platense           | 1 - 1     | Independiente           | Ciudad de Vicente López            | 31 de julio | 20:15   |
| Defensa y Justicia | 3 - 2     | Gimnasia y Esgrima (LP) | Norberto Tomaghello                | 1 de agosto | 13:30   |
| Talleres (C)       | 0 - 0     | Boca Juniors            | Mario Alberto Kempes               | 1 de agosto | 15:45   |
| River Plate        | 1 - 1     | Huracán                 | Monumental                         | 1 de agosto | 18:00   |
| San Lorenzo        | 1 - 1     | Banfield                | Nuevo Gasómetro                    | 1 de agosto | 20:15   |
| Patronato          | 0 - 0     | Newell's Old Boys       | Presbítero Bartolomé Grella        | 2 de agosto | 16:45   |
| Argentinos Juniors | 1 - 1     | Central Córdoba (SdE)   | Diego Armando Maradona             | 2 de agosto | 16:45   |
| Estudiantes (LP)   | 4 - 0     | Arsenal                 | Jorge Luis Hirschi                 | 2 de agosto | 19:00   |
| Rosario Central    | 1 - 2     | Aldosivi                | Gigante de Arroyito                | 2 de agosto | 19:00   |
| Atlético Tucumán   | 0 - 0     | Vélez Sarsfield         | Monumental José Fierro             | 2 de agosto | 21:15   |

| Fecha 5                 | Fecha 5   | Fecha 5            | Fecha 5                 | Fecha 5     | Fecha 5 |
| Local                   | Resultado | Visitante          | Estadio                 | Fecha       | Hora    |
| ----------------------- | --------- | ------------------ | ----------------------- | ----------- | ------- |
| Sarmiento (J)           | 1 - 0     | Rosario Central    | Eva Perón               | 6 de agosto | 19:00   |
| Newell's Old Boys       | 1 - 0     | Platense           | Marcelo Bielsa          | 6 de agosto | 21:15   |
| Banfield                | 0 - 1     | Talleres (C)       | Florencio Sola          | 7 de agosto | 13:30   |
| Unión                   | 4 - 0     | San Lorenzo        | 15 de Abril             | 7 de agosto | 15:45   |
| Huracán                 | 0 - 1     | Lanús              | Tomás Adolfo Ducó       | 7 de agosto | 18:00   |
| Godoy Cruz              | 2 - 1     | River Plate        | Feliciano Gambarte      | 7 de agosto | 20:15   |
| Gimnasia y Esgrima (LP) | 1 - 0     | Atlético Tucumán   | Del Bosque              | 8 de agosto | 13:30   |
| Vélez Sarsfield         | 0 - 1     | Colón              | José Amalfitani         | 8 de agosto | 15:45   |
| Boca Juniors            | 1 - 1     | Argentinos Juniors | La Bombonera            | 8 de agosto | 18:00   |
| Independiente           | 1 - 0     | Racing Club        | Libertadores de América | 8 de agosto | 20:15   |
| Arsenal                 | 2 - 2     | Patronato          | El Viaducto             | 9 de agosto | 18:00   |
| Aldosivi                | 1 - 0     | Defensa y Justicia | José María Minella      | 9 de agosto | 18:00   |
| Central Córdoba (SdE)   | 1 - 2     | Estudiantes (LP)   | Único Madre de Ciudades | 9 de agosto | 20:15   |

| Fecha 6            | Fecha 6   | Fecha 6                 | Fecha 6                            | Fecha 6      | Fecha 6 |
| Local              | Resultado | Visitante               | Estadio                            | Fecha        | Hora    |
| ------------------ | --------- | ----------------------- | ---------------------------------- | ------------ | ------- |
| Colón              | 1 - 0     | Gimnasia y Esgrima (LP) | Brigadier General Estanislao López | 13 de agosto | 19:00   |
| Huracán            | 0 - 0     | Unión                   | Tomás Adolfo Ducó                  | 13 de agosto | 21:15   |
| Atlético Tucumán   | 2 - 2     | Aldosivi                | Monumental José Fierro             | 14 de agosto | 13:30   |
| Argentinos Juniors | 2 - 0     | Banfield                | Diego Armando Maradona             | 14 de agosto | 15:45   |
| River Plate        | 2 - 0     | Vélez Sarsfield         | Monumental                         | 14 de agosto | 18:00   |
| Rosario Central    | 1 - 2     | Independiente           | Gigante de Arroyito                | 14 de agosto | 20:15   |
| Patronato          | 1 - 0     | Central Córdoba (SdE)   | Presbítero Bartolomé Grella        | 15 de agosto | 13:30   |
| Platense           | 2 - 1     | Arsenal                 | Ciudad de Vicente López            | 15 de agosto | 15:45   |
| Estudiantes (LP)   | 1 - 0     | Boca Juniors            | Jorge Luis Hirschi                 | 15 de agosto | 18:00   |
| Racing Club        | 2 - 0     | Newell's Old Boys       | El Cilindro                        | 15 de agosto | 20:15   |
| Talleres (C)       | 2 - 0     | San Lorenzo             | Mario Alberto Kempes               | 16 de agosto | 18:00   |
| Defensa y Justicia | 4 - 2     | Sarmiento (J)           | Norberto Tomaghello                | 16 de agosto | 20:15   |
| Lanús              | 3 - 1     | Godoy Cruz              | Ciudad de Lanús                    | 16 de agosto | 21:45   |

| Fecha 7                 | Fecha 7   | Fecha 7            | Fecha 7                 | Fecha 7      | Fecha 7 |
| Local                   | Resultado | Visitante          | Estadio                 | Fecha        | Hora    |
| ----------------------- | --------- | ------------------ | ----------------------- | ------------ | ------- |
| Aldosivi                | 3 - 0     | Colón              | José María Minella      | 20 de agosto | 16:45   |
| Banfield                | 1 - 1     | Estudiantes (LP)   | Florencio Sola          | 20 de agosto | 19:00   |
| Sarmiento (J)           | 3 - 0     | Atlético Tucumán   | Eva Perón               | 20 de agosto | 19:00   |
| Independiente           | 0 - 0     | Defensa y Justicia | Libertadores de América | 20 de agosto | 21:15   |
| Central Córdoba (SdE)   | 2 - 2     | Platense           | Único Madre de Ciudades | 21 de agosto | 13:00   |
| Godoy Cruz              | 1 - 1     | Huracán            | Feliciano Gambarte      | 21 de agosto | 13:30   |
| Vélez Sarsfield         | 5 - 1     | Lanús              | José Amalfitani         | 21 de agosto | 15:45   |
| Arsenal                 | 0 - 3     | Racing Club        | El Viaducto             | 21 de agosto | 18:00   |
| Boca Juniors            | 1 - 0     | Patronato          | La Bombonera            | 21 de agosto | 20:15   |
| Unión                   | 1 - 2     | Talleres (C)       | 15 de Abril             | 22 de agosto | 13:30   |
| Newell's Old Boys       | 1 - 1     | Rosario Central    | Marcelo Bielsa          | 22 de agosto | 15:45   |
| San Lorenzo             | 0 - 1     | Argentinos Juniors | Nuevo Gasómetro         | 22 de agosto | 18:00   |
| Gimnasia y Esgrima (LP) | 1 - 1     | River Plate        | Del Bosque              | 22 de agosto | 20:15   |

| Fecha 8            | Fecha 8   | Fecha 8                 | Fecha 8                            | Fecha 8      | Fecha 8 |
| Local              | Resultado | Visitante               | Estadio                            | Fecha        | Hora    |
| ------------------ | --------- | ----------------------- | ---------------------------------- | ------------ | ------- |
| Patronato          | 1 - 1     | Banfield                | Presbítero Bartolomé Grella        | 24 de agosto | 14:15   |
| Colón              | 1 - 1     | Sarmiento (J)           | Brigadier General Estanislao López | 24 de agosto | 16:30   |
| Atlético Tucumán   | 2 - 0     | Independiente           | Monumental José Fierro             | 24 de agosto | 18:45   |
| Racing Club        | 0 - 0     | Central Córdoba (SdE)   | El Cilindro                        | 24 de agosto | 21:00   |
| Rosario Central    | 4 - 0     | Arsenal                 | Gigante de Arroyito                | 25 de agosto | 14:15   |
| Lanús              | 2 - 0     | Gimnasia y Esgrima (LP) | Ciudad de Lanús                    | 25 de agosto | 16:30   |
| Defensa y Justicia | 2 - 0     | Newell's Old Boys       | Norberto Tomaghello                | 25 de agosto | 16:30   |
| Huracán            | 1 - 1     | Vélez Sarsfield         | Tomás Adolfo Ducó                  | 25 de agosto | 18:45   |
| Platense           | 1 - 3     | Boca Juniors            | Ciudad de Vicente López            | 25 de agosto | 21:00   |
| Godoy Cruz         | 1 - 2     | Unión                   | Feliciano Gambarte                 | 26 de agosto | 14:15   |
| Argentinos Juniors | 1 - 2     | Talleres (C)            | Diego Armando Maradona             | 26 de agosto | 16:30   |
| Estudiantes (LP)   | 2 - 0     | San Lorenzo             | Jorge Luis Hirschi                 | 26 de agosto | 18:45   |
| River Plate        | 2 - 0     | Aldosivi                | Monumental                         | 26 de agosto | 21:00   |

| Fecha 9                 | Fecha 9   | Fecha 9            | Fecha 9                 | Fecha 9      | Fecha 9 |
| Local                   | Resultado | Visitante          | Estadio                 | Fecha        | Hora    |
| ----------------------- | --------- | ------------------ | ----------------------- | ------------ | ------- |
| Gimnasia y Esgrima (LP) | 0 - 0     | Huracán            | Del Bosque              | 28 de agosto | 15:45   |
| Banfield                | 2 - 4     | Platense           | Florencio Sola          | 28 de agosto | 18:00   |
| Independiente           | 3 - 0     | Colón              | Libertadores de América | 28 de agosto | 20:15   |
| Arsenal                 | 0 - 0     | Defensa y Justicia | El Viaducto             | 29 de agosto | 13:30   |
| Central Córdoba (SdE)   | 2 - 4     | Rosario Central    | Único Madre de Ciudades | 29 de agosto | 15:45   |
| Aldosivi                | 2 - 3     | Lanús              | José María Minella      | 29 de agosto | 15:45   |
| Vélez Sarsfield         | 3 - 0     | Godoy Cruz         | José Amalfitani         | 29 de agosto | 18:00   |
| Boca Juniors            | 0 - 0     | Racing Club        | La Bombonera            | 29 de agosto | 20:15   |
| Unión                   | 1 - 0     | Argentinos Juniors | 15 de Abril             | 30 de agosto | 14:30   |
| Newell's Old Boys       | 1 - 2     | Atlético Tucumán   | Marcelo Bielsa          | 30 de agosto | 14:30   |
| San Lorenzo             | 3 - 0     | Patronato          | Nuevo Gasómetro         | 30 de agosto | 16:45   |
| Sarmiento (J)           | 1 - 2     | River Plate        | Eva Perón               | 30 de agosto | 19:00   |
| Talleres (C)            | 2 - 0     | Estudiantes (LP)   | Mario Alberto Kempes    | 30 de agosto | 21:15   |

| Fecha 10           | Fecha 10  | Fecha 10                | Fecha 10                           | Fecha 10        | Fecha 10 |
| Local              | Resultado | Visitante               | Estadio                            | Fecha           | Hora     |
| ------------------ | --------- | ----------------------- | ---------------------------------- | --------------- | -------- |
| Defensa y Justicia | 1 - 1     | Central Córdoba (SdE)   | Norberto Tomaghello                | 3 de septiembre | 19:00    |
| Huracán            | 2 - 0     | Aldosivi                | Tomás Adolfo Ducó                  | 3 de septiembre | 21:15    |
| Atlético Tucumán   | 0 - 0     | Arsenal                 | Monumental José Fierro             | 4 de septiembre | 13:30    |
| Lanús              | 1 - 1     | Sarmiento (J)           | Ciudad de Lanús                    | 4 de septiembre | 15:45    |
| Colón              | 1 - 1     | Newell's Old Boys       | Brigadier General Estanislao López | 4 de septiembre | 15:45    |
| Platense           | 1 - 1     | San Lorenzo             | Ciudad de Vicente López            | 4 de septiembre | 18:00    |
| Rosario Central    | 1 - 2     | Boca Juniors            | Gigante de Arroyito                | 4 de septiembre | 20:15    |
| Godoy Cruz         | 4 - 0     | Gimnasia y Esgrima (LP) | Feliciano Gambarte                 | 5 de septiembre | 13:30    |
| Patronato          | 0 - 0     | Talleres (C)            | Presbítero Bartolomé Grella        | 5 de septiembre | 13:30    |
| Racing Club        | 0 - 0     | Banfield                | El Cilindro                        | 5 de septiembre | 19:00    |
| River Plate        | 1 - 1     | Independiente           | Monumental                         | 5 de septiembre | 21:15    |
| Estudiantes (LP)   | 1 - 1     | Argentinos Juniors      | Jorge Luis Hirschi                 | 6 de septiembre | 18:00    |
| Vélez Sarsfield    | 4 - 0     | Unión                   | José Amalfitani                    | 6 de septiembre | 20:15    |

| Fecha 11                | Fecha 11  | Fecha 11           | Fecha 11                | Fecha 11         | Fecha 11 |
| Local                   | Resultado | Visitante          | Estadio                 | Fecha            | Hora     |
| ----------------------- | --------- | ------------------ | ----------------------- | ---------------- | -------- |
| Sarmiento (J)           | 0 - 0     | Huracán            | Eva Perón               | 13 de septiembre | 14:15    |
| Aldosivi                | 1 - 4     | Godoy Cruz         | José María Minella      | 13 de septiembre | 14:15    |
| Independiente           | 0 - 1     | Lanús              | Libertadores de América | 13 de septiembre | 16:30    |
| San Lorenzo             | 1 - 1     | Racing Club        | Nuevo Gasómetro         | 13 de septiembre | 18:45    |
| Gimnasia y Esgrima (LP) | 0 - 0     | Vélez Sarsfield    | Del Bosque              | 13 de septiembre | 21:00    |
| Talleres (C)            | 2 - 1     | Platense           | Mario Alberto Kempes    | 14 de septiembre | 14:15    |
| Arsenal                 | 0 - 0     | Colón              | El Viaducto             | 14 de septiembre | 16:30    |
| Central Córdoba (SdE)   | 2 - 0     | Atlético Tucumán   | Único Madre de Ciudades | 14 de septiembre | 18:45    |
| Boca Juniors            | 0 - 0     | Defensa y Justicia | La Bombonera            | 14 de septiembre | 21:00    |
| Unión                   | 0 - 2     | Estudiantes (LP)   | 15 de Abril             | 15 de septiembre | 14:15    |
| Argentinos Juniors      | 1 - 1     | Patronato          | Diego Armando Maradona  | 15 de septiembre | 16:30    |
| Banfield                | 1 - 2     | Rosario Central    | Florencio Sola          | 15 de septiembre | 18:45    |
| Newell's Old Boys       | 1 - 4     | River Plate        | Marcelo Bielsa          | 15 de septiembre | 21:00    |

| Fecha 12                | Fecha 12  | Fecha 12              | Fecha 12                           | Fecha 12         | Fecha 12 |
| Local                   | Resultado | Visitante             | Estadio                            | Fecha            | Hora     |
| ----------------------- | --------- | --------------------- | ---------------------------------- | ---------------- | -------- |
| Godoy Cruz              | 1 - 1     | Sarmiento (J)         | Feliciano Gambarte                 | 18 de septiembre | 13:30    |
| Vélez Sarsfield         | 3 - 2     | Aldosivi              | José Amalfitani                    | 18 de septiembre | 15:45    |
| Racing Club             | 1 - 2     | Talleres (C)          | El Cilindro                        | 18 de septiembre | 18:00    |
| Atlético Tucumán        | 1 - 2     | Boca Juniors          | Monumental José Fierro             | 18 de septiembre | 20:15    |
| Patronato               | 1 - 2     | Estudiantes (LP)      | Presbítero Bartolomé Grella        | 19 de septiembre | 13:30    |
| Colón                   | 1 - 0     | Central Córdoba (SdE) | Brigadier General Estanislao López | 19 de septiembre | 15:45    |
| Platense                | 0 - 0     | Argentinos Juniors    | Ciudad de Vicente López            | 19 de septiembre | 15:45    |
| Huracán                 | 0 - 1     | Independiente         | Tomás Adolfo Ducó                  | 19 de septiembre | 18:00    |
| River Plate             | 1 - 0     | Arsenal               | Monumental                         | 19 de septiembre | 20:15    |
| Gimnasia y Esgrima (LP) | 1 - 0     | Unión                 | Del Bosque                         | 20 de septiembre | 13:30    |
| Lanús                   | 1 - 2     | Newell's Old Boys     | Ciudad de Lanús                    | 20 de septiembre | 15:45    |
| Rosario Central         | 1 - 0     | San Lorenzo           | Gigante de Arroyito                | 20 de septiembre | 18:00    |
| Defensa y Justicia      | 0 - 0     | Banfield              | Norberto Tomaghello                | 20 de septiembre | 20:15    |

| Fecha 13              | Fecha 13  | Fecha 13                | Fecha 13                | Fecha 13         | Fecha 13 |
| Local                 | Resultado | Visitante               | Estadio                 | Fecha            | Hora     |
| --------------------- | --------- | ----------------------- | ----------------------- | ---------------- | -------- |
| Sarmiento (J)         | 0 - 1     | Vélez Sarsfield         | Eva Perón               | 24 de septiembre | 19:00    |
| Estudiantes (LP)      | 1 - 1     | Platense                | Jorge Luis Hirschi      | 24 de septiembre | 21:15    |
| Aldosivi              | 1 - 3     | Gimnasia y Esgrima (LP) | José María Minella      | 25 de septiembre | 13:30    |
| Arsenal               | 1 - 0     | Lanús                   | El Viaducto             | 25 de septiembre | 15:45    |
| Talleres (C)          | 4 - 1     | Rosario Central         | Mario Alberto Kempes    | 25 de septiembre | 15:45    |
| Banfield              | 2 - 0     | Atlético Tucumán        | Florencio Sola          | 25 de septiembre | 18:00    |
| Central Córdoba (SdE) | 1 - 3     | River Plate             | Único Madre de Ciudades | 25 de septiembre | 20:15    |
| Unión                 | 2 - 0     | Patronato               | 15 de Abril             | 26 de septiembre | 13:30    |
| San Lorenzo           | 2 - 1     | Defensa y Justicia      | Nuevo Gasómetro         | 26 de septiembre | 15:45    |
| Independiente         | 1 - 4     | Godoy Cruz              | Libertadores de América | 26 de septiembre | 18:00    |
| Boca Juniors          | 1 - 0     | Colón                   | La Bombonera            | 26 de septiembre | 20:15    |
| Argentinos Juniors    | 2 - 0     | Racing Club             | Diego Armando Maradona  | 27 de septiembre | 18:00    |
| Newell's Old Boys     | 0 - 1     | Huracán                 | Marcelo Bielsa          | 27 de septiembre | 20:15    |

| Fecha 14                | Fecha 14  | Fecha 14              | Fecha 14                           | Fecha 14     | Fecha 14 |
| Local                   | Resultado | Visitante             | Estadio                            | Fecha        | Hora     |
| ----------------------- | --------- | --------------------- | ---------------------------------- | ------------ | -------- |
| Aldosivi                | 1 - 2     | Unión                 | José María Minella                 | 1 de octubre | 19:00    |
| Lanús                   | 2 - 1     | Central Córdoba (SdE) | Ciudad de Lanús                    | 1 de octubre | 21:15    |
| Platense                | 0 - 0     | Patronato             | Ciudad de Vicente López            | 2 de octubre | 13:30    |
| Godoy Cruz              | 2 - 2     | Newell's Old Boys     | Malvinas Argentinas                | 2 de octubre | 13:30    |
| Huracán                 | 1 - 0     | Arsenal               | Tomás Adolfo Ducó                  | 2 de octubre | 15:45    |
| Atlético Tucumán        | 0 - 0     | San Lorenzo           | Monumental José Fierro             | 2 de octubre | 18:00    |
| Vélez Sarsfield         | 3 - 3     | Independiente         | José Amalfitani                    | 2 de octubre | 20:15    |
| Gimnasia y Esgrima (LP) | 0 - 1     | Sarmiento (J)         | Ciudad de La Plata                 | 3 de octubre | 13:30    |
| Rosario Central         | 0 - 1     | Argentinos Juniors    | Gigante de Arroyito                | 3 de octubre | 13:30    |
| River Plate             | 2 - 1     | Boca Juniors          | Monumental                         | 3 de octubre | 17:00    |
| Racing Club             | 1 - 1     | Estudiantes (LP)      | El Cilindro                        | 3 de octubre | 20:15    |
| Defensa y Justicia      | 3 - 0     | Talleres (C)          | Norberto Tomaghello                | 4 de octubre | 18:00    |
| Colón                   | 0 - 0     | Banfield              | Brigadier General Estanislao López | 4 de octubre | 20:15    |

| Fecha 15              | Fecha 15  | Fecha 15                | Fecha 15                    | Fecha 15      | Fecha 15 |
| Local                 | Resultado | Visitante               | Estadio                     | Fecha         | Hora     |
| --------------------- | --------- | ----------------------- | --------------------------- | ------------- | -------- |
| Unión                 | 1 - 2     | Platense                | 15 de Abril                 | 8 de octubre  | 14:30    |
| Central Córdoba (SdE) | 1 - 2     | Huracán                 | Único Madre de Ciudades     | 8 de octubre  | 16:45    |
| Estudiantes (LP)      | 2 - 2     | Rosario Central         | Jorge Luis Hirschi          | 8 de octubre  | 19:00    |
| Newell's Old Boys     | 1 - 2     | Vélez Sarsfield         | Marcelo Bielsa              | 8 de octubre  | 21:15    |
| Sarmiento (J)         | 3 - 0     | Aldosivi                | Eva Perón                   | 9 de octubre  | 13:30    |
| Argentinos Juniors    | 0 - 2     | Defensa y Justicia      | Diego Armando Maradona      | 9 de octubre  | 13:30    |
| Patronato             | 1 - 2     | Racing Club             | Presbítero Bartolomé Grella | 9 de octubre  | 15:45    |
| Banfield              | 0 - 1     | River Plate             | Florencio Sola              | 9 de octubre  | 18:00    |
| Boca Juniors          | 4 - 2     | Lanús                   | La Bombonera                | 9 de octubre  | 20:15    |
| Arsenal               | 0 - 0     | Godoy Cruz              | El Viaducto                 | 11 de octubre | 14:30    |
| San Lorenzo           | 1 - 2     | Colón                   | Nuevo Gasómetro             | 11 de octubre | 16:45    |
| Independiente         | 1 - 1     | Gimnasia y Esgrima (LP) | Libertadores de América     | 11 de octubre | 19:00    |
| Talleres (C)          | 2 - 0     | Atlético Tucumán        | Mario Alberto Kempes        | 11 de octubre | 21:15    |

| Fecha 16                | Fecha 16  | Fecha 16              | Fecha 16                           | Fecha 16      | Fecha 16 |
| Local                   | Resultado | Visitante             | Estadio                            | Fecha         | Hora     |
| ----------------------- | --------- | --------------------- | ---------------------------------- | ------------- | -------- |
| Godoy Cruz              | 0 - 0     | Central Córdoba (SdE) | Malvinas Argentinas                | 15 de octubre | 14:30    |
| Rosario Central         | 3 - 2     | Patronato             | Gigante de Arroyito                | 15 de octubre | 16:45    |
| Racing Club             | 0 - 1     | Platense              | El Cilindro                        | 15 de octubre | 19:00    |
| Vélez Sarsfield         | 0 - 0     | Arsenal               | José Amalfitani                    | 15 de octubre | 21:15    |
| Defensa y Justicia      | 2 - 1     | Estudiantes (LP)      | Norberto Tomaghello                | 15 de octubre | 21:15    |
| Sarmiento (J)           | 3 - 4     | Unión                 | Eva Perón                          | 16 de octubre | 13:30    |
| Gimnasia y Esgrima (LP) | 1 - 0     | Newell's Old Boys     | Ciudad de La Plata                 | 16 de octubre | 15:45    |
| Lanús                   | 1 - 1     | Banfield              | Ciudad de Lanús                    | 16 de octubre | 18:00    |
| Huracán                 | 0 - 3     | Boca Juniors          | Tomas Adolfo Ducó                  | 16 de octubre | 20:15    |
| Colón                   | 1 - 0     | Talleres (C)          | Brigadier General Estanislao López | 17 de octubre | 15:45    |
| Atlético Tucumán        | 4 - 3     | Argentinos Juniors    | Monumental José Fierro             | 17 de octubre | 15:45    |
| Aldosivi                | 1 - 0     | Independiente         | José María Minella                 | 17 de octubre | 18:00    |
| River Plate             | 3 - 1     | San Lorenzo           | Monumental                         | 17 de octubre | 20:15    |

| Fecha 17              | Fecha 17  | Fecha 17                | Fecha 17                    | Fecha 17      | Fecha 17 |
| Local                 | Resultado | Visitante               | Estadio                     | Fecha         | Hora     |
| --------------------- | --------- | ----------------------- | --------------------------- | ------------- | -------- |
| Platense              | 1 - 1     | Rosario Central         | Ciudad de Vicente López     | 19 de octubre | 14:30    |
| Unión                 | 1 - 1     | Racing Club             | 15 de Abril                 | 19 de octubre | 16:45    |
| Patronato             | 3 - 3     | Defensa y Justicia      | Presbítero Bartolomé Grella | 19 de octubre | 19:00    |
| Central Córdoba (SdE) | 1 - 2     | Vélez Sarsfield         | Único Madre de Ciudades     | 19 de octubre | 21:15    |
| Arsenal               | 0 - 1     | Gimnasia y Esgrima (LP) | El Viaducto                 | 20 de octubre | 14:30    |
| San Lorenzo           | 1 - 3     | Lanús                   | Nuevo Gasómetro             | 20 de octubre | 16:45    |
| Estudiantes (LP)      | 1 - 1     | Atlético Tucumán        | Jorge Luis Hirschi          | 20 de octubre | 19:00    |
| Banfield              | 1 - 4     | Huracán                 | Florencio Sola              | 20 de octubre | 19:00    |
| Boca Juniors          | 2 - 1     | Godoy Cruz              | La Bombonera                | 20 de octubre | 21:15    |
| Argentinos Juniors    | 3 - 1     | Colón                   | Diego Armando Maradona      | 21 de octubre | 14:30    |
| Newell's Old Boys     | 0 - 0     | Aldosivi                | Marcelo Bielsa              | 21 de octubre | 16:45    |
| Independiente         | 1 - 1     | Sarmiento (J)           | Libertadores de América     | 21 de octubre | 19:00    |
| Talleres (C)          | 0 - 2     | River Plate             | Mario Alberto Kempes        | 21 de octubre | 21:15    |

| Fecha 18                | Fecha 18  | Fecha 18              | Fecha 18                           | Fecha 18      | Fecha 18 |
| Local                   | Resultado | Visitante             | Estadio                            | Fecha         | Hora     |
| ----------------------- | --------- | --------------------- | ---------------------------------- | ------------- | -------- |
| Gimnasia y Esgrima (LP) | 2 - 2     | Central Córdoba (SdE) | Ciudad de La Plata                 | 23 de octubre | 15:45    |
| Defensa y Justicia      | 2 - 1     | Platense              | Norberto Tomaghello                | 23 de octubre | 18:00    |
| Rosario Central         | 2 - 1     | Racing Club           | Gigante de Arroyito                | 23 de octubre | 20:15    |
| Godoy Cruz              | 2 - 1     | Banfield              | Malvinas Argentinas                | 24 de octubre | 15:45    |
| Colón                   | 2 - 1     | Estudiantes (LP)      | Brigadier General Estanislao López | 24 de octubre | 15:45    |
| Huracán                 | 2 - 1     | San Lorenzo           | Tomás Adolfo Ducó                  | 24 de octubre | 18:00    |
| Vélez Sarsfield         | 2 - 0     | Boca Juniors          | José Amalfitani                    | 24 de octubre | 20:15    |
| Sarmiento (J)           | 2 - 1     | Newell's Old Boys     | Eva Perón                          | 25 de octubre | 14:30    |
| Aldosivi                | 2 - 1     | Arsenal               | José María Minella                 | 25 de octubre | 14:30    |
| Lanús                   | 3 - 3     | Talleres (C)          | Ciudad de Lanús                    | 25 de octubre | 16:45    |
| Atlético Tucumán        | 2 - 2     | Patronato             | Monumental José Fierro             | 25 de octubre | 16:45    |
| River Plate             | 3 - 0     | Argentinos Juniors    | Monumental                         | 25 de octubre | 19:00    |
| Independiente           | 1 - 0     | Unión                 | Libertadores de América            | 25 de octubre | 21:15    |

| Fecha 19              | Fecha 19  | Fecha 19                | Fecha 19                    | Fecha 19       | Fecha 19 |
| Local                 | Resultado | Visitante               | Estadio                     | Fecha          | Hora     |
| --------------------- | --------- | ----------------------- | --------------------------- | -------------- | -------- |
| Racing Club           | 1 - 2     | Defensa y Justicia      | El Cilindro                 | 29 de octubre  | 19:00    |
| Argentinos Juniors    | 0 - 1     | Lanús                   | Diego Armando Maradona      | 29 de octubre  | 21:15    |
| Platense              | 4 - 1     | Atlético Tucumán        | Ciudad de Vicente López     | 30 de octubre  | 15:45    |
| Arsenal               | 1 - 0     | Sarmiento (J)           | El Viaducto                 | 30 de octubre  | 15:45    |
| Banfield              | 2 - 1     | Vélez Sarsfield         | Florencio Sola              | 30 de octubre  | 18:00    |
| Talleres (C)          | 1 - 0     | Huracán                 | Mario Alberto Kempes        | 30 de octubre  | 18:00    |
| Boca Juniors          | 0 - 1     | Gimnasia y Esgrima (LP) | La Bombonera                | 30 de octubre  | 20:15    |
| Unión                 | 3 - 1     | Rosario Central         | 15 de Abril                 | 31 de octubre  | 15:45    |
| San Lorenzo           | 1 - 0     | Godoy Cruz              | Nuevo Gasómetro             | 31 de octubre  | 15:45    |
| Newell's Old Boys     | 1 - 0     | Independiente           | Marcelo Bielsa              | 31 de octubre  | 18:00    |
| Estudiantes (LP)      | 1 - 1     | River Plate             | José Luis Hirschi           | 31 de octubre  | 20:15    |
| Patronato             | 2 - 0     | Colón                   | Presbítero Bartolomé Grella | 1 de noviembre | 19:00    |
| Central Córdoba (SdE) | 0 - 0     | Aldosivi                | Único Madre de Ciudades     | 1 de noviembre | 21:15    |

| Fecha 20                | Fecha 20  | Fecha 20              | Fecha 20                           | Fecha 20       | Fecha 20 |
| Local                   | Resultado | Visitante             | Estadio                            | Fecha          | Hora     |
| ----------------------- | --------- | --------------------- | ---------------------------------- | -------------- | -------- |
| Defensa y Justicia      | 3 - 0     | Rosario Central       | Norberto Tomaghello                | 5 de noviembre | 19:00    |
| Lanús                   | 1 - 1     | Estudiantes (LP)      | Ciudad de Lanús                    | 5 de noviembre | 21:15    |
| Colón                   | 3 - 0     | Platense              | Brigadier General Estanislao López | 6 de noviembre | 15:45    |
| Godoy Cruz              | 0 - 2     | Talleres (C)          | Malvinas Argentinas                | 6 de noviembre | 15:45    |
| Independiente           | 3 - 0     | Arsenal               | Libertadores de América            | 6 de noviembre | 18:00    |
| Atlético Tucumán        | 0 - 2     | Racing Club           | Monumental José Fierro             | 6 de noviembre | 20:15    |
| Sarmiento (J)           | 1 - 3     | Central Córdoba (SdE) | Eva Perón                          | 7 de noviembre | 15:45    |
| Gimnasia y Esgrima (LP) | 0 - 1     | Banfield              | Ciudad de La Plata                 | 7 de noviembre | 15:45    |
| Vélez Sarsfield         | 2 - 1     | San Lorenzo           | José Amalfitani                    | 7 de noviembre | 18:00    |
| River Plate             | 5 - 0     | Patronato             | Monumental                         | 7 de noviembre | 20:15    |
| Newell's Old Boys       | 1 - 0     | Unión                 | Marcelo Bielsa                     | 8 de noviembre | 16:45    |
| Huracán                 | 1 - 1     | Argentinos Juniors    | Tomás Adolfo Ducó                  | 8 de noviembre | 19:00    |
| Aldosivi                | 0 - 3     | Boca Juniors          | José María Minella                 | 8 de noviembre | 21:15    |

| Fecha 21              | Fecha 21  | Fecha 21                | Fecha 21                    | Fecha 21        | Fecha 21 |
| Local                 | Resultado | Visitante               | Estadio                     | Fecha           | Hora     |
| --------------------- | --------- | ----------------------- | --------------------------- | --------------- | -------- |
| Unión                 | 2 - 3     | Defensa y Justicia      | 15 de Abril                 | 18 de noviembre | 17:00    |
| Patronato             | 3 - 2     | Lanús                   | Presbítero Bartolomé Grella | 18 de noviembre | 19:15    |
| Banfield              | 0 - 2     | Aldosivi                | Florencio Sola              | 18 de noviembre | 21:30    |
| Estudiantes (LP)      | 4 - 1     | Huracán                 | Jorge Luis Hirschi          | 19 de noviembre | 17:00    |
| San Lorenzo           | 0 - 1     | Gimnasia y Esgrima (LP) | Nuevo Gasómetro             | 19 de noviembre | 19:15    |
| Talleres (C)          | 1 - 1     | Vélez Sarsfield         | Mario Alberto Kempes        | 19 de noviembre | 21:30    |
| Argentinos Juniors    | 0 - 0     | Godoy Cruz              | Diego Armando Maradona      | 19 de noviembre | 21:30    |
| Rosario Central       | 3 - 1     | Atlético Tucumán        | Gigante de Arroyito         | 20 de noviembre | 17:00    |
| Boca Juniors          | 2 - 0     | Sarmiento (J)           | La Bombonera                | 20 de noviembre | 19:15    |
| Central Córdoba (SdE) | 1 - 0     | Independiente           | Único Madre de Ciudades     | 20 de noviembre | 21:30    |
| Arsenal               | 3 - 1     | Newell's Old Boys       | El Viaducto                 | 21 de noviembre | 17:00    |
| Racing Club           | 1 - 2     | Colón                   | El Cilindro                 | 21 de noviembre | 19:15    |
| Platense              | 0 - 1     | River Plate             | Ciudad de Vicente López     | 21 de noviembre | 21:30    |

| Fecha 22                | Fecha 22  | Fecha 22              | Fecha 22                           | Fecha 22        | Fecha 22 |
| Local                   | Resultado | Visitante             | Estadio                            | Fecha           | Hora     |
| ----------------------- | --------- | --------------------- | ---------------------------------- | --------------- | -------- |
| Huracán                 | 1 - 0     | Patronato             | Tomás Adolfo Ducó                  | 23 de noviembre | 17:00    |
| Gimnasia y Esgrima (LP) | 5 - 2     | Talleres (C)          | Del Bosque                         | 23 de noviembre | 17:00    |
| Aldosivi                | 2 - 0     | San Lorenzo           | José María Minella                 | 23 de noviembre | 19:15    |
| Vélez Sarsfield         | 2 - 0     | Argentinos Juniors    | José Amalfitani                    | 23 de noviembre | 21:30    |
| Godoy Cruz              | 1 - 3     | Estudiantes (LP)      | Malvinas Argentinas                | 23 de noviembre | 21:30    |
| Newell's Old Boys       | 1 - 0     | Central Córdoba (SdE) | Marcelo Bielsa                     | 24 de noviembre | 17:00    |
| Sarmiento (J)           | 0 - 0     | Banfield              | Eva Perón                          | 24 de noviembre | 17:00    |
| Atlético Tucumán        | 0 - 4     | Defensa y Justicia    | Monumental José Fierro             | 24 de noviembre | 19:15    |
| Independiente           | 1 - 0     | Boca Juniors          | Libertadores de América            | 24 de noviembre | 21:30    |
| Arsenal                 | 0 - 1     | Unión                 | El Viaducto                        | 25 de noviembre | 17:00    |
| Lanús                   | 3 - 3     | Platense              | Ciudad de Lanús                    | 25 de noviembre | 19:15    |
| Colón                   | 1 - 4     | Rosario Central       | Brigadier General Estanislao López | 25 de noviembre | 19:15    |
| River Plate             | 4 - 0     | Racing Club           | Monumental                         | 25 de noviembre | 21:30    |

| Fecha 23              | Fecha 23  | Fecha 23                | Fecha 23                    | Fecha 23        | Fecha 23 |
| Local                 | Resultado | Visitante               | Estadio                     | Fecha           | Hora     |
| --------------------- | --------- | ----------------------- | --------------------------- | --------------- | -------- |
| Talleres (C)          | 2 - 0     | Aldosivi                | Mario Alberto Kempes        | 27 de noviembre | 17:00    |
| Patronato             | 0 - 3     | Godoy Cruz              | Presbítero Bartolomé Grella | 27 de noviembre | 19:15    |
| Estudiantes (LP)      | 1 - 0     | Vélez Sarsfield         | Jorge Luis Hirschi          | 27 de noviembre | 21:30    |
| Rosario Central       | 2 - 2     | River Plate             | Gigante de Arroyito         | 28 de noviembre | 17:00    |
| Argentinos Juniors    | 3 - 0     | Gimnasia y Esgrima (LP) | Diego Armando Maradona      | 28 de noviembre | 19:15    |
| Defensa y Justicia    | 1 - 1     | Colón                   | Norberto Tomaghello         | 28 de noviembre | 19:15    |
| Boca Juniors          | 0 - 0     | Newell's Old Boys       | La Bombonera                | 28 de noviembre | 21:30    |
| Unión                 | 3 - 0     | Atlético Tucumán        | 15 de Abril                 | 29 de noviembre | 17:00    |
| Racing Club           | 3 - 1     | Lanús                   | El Cilindro                 | 29 de noviembre | 19:15    |
| Central Córdoba (SdE) | 5 - 0     | Arsenal                 | Único Madre de Ciudades     | 29 de noviembre | 21:30    |
| Platense              | 4 - 2     | Huracán                 | Ciudad de Vicente López     | 29 de noviembre | 21:30    |
| San Lorenzo           | 1 - 0     | Sarmiento (J)           | Nuevo Gasómetro             | 30 de noviembre | 17:00    |
| Banfield              | 4 - 1     | Independiente           | Florencio Sola              | 30 de noviembre | 21:30    |

| Fecha 24                | Fecha 24  | Fecha 24           | Fecha 24                           | Fecha 24       | Fecha 24 |
| Local                   | Resultado | Visitante          | Estadio                            | Fecha          | Hora     |
| ----------------------- | --------- | ------------------ | ---------------------------------- | -------------- | -------- |
| Central Córdoba (SdE)   | 2 - 0     | Unión              | Único Madre de Ciudades            | 3 de diciembre | 19:15    |
| Colón                   | 3 - 0     | Atlético Tucumán   | Brigadier General Estanislao López | 3 de diciembre | 19:15    |
| Vélez Sarsfield         | 0 - 0     | Patronato          | José Amalfitani                    | 3 de diciembre | 21:30    |
| Arsenal                 | 1 - 1     | Boca Juniors       | El Viaducto                        | 4 de diciembre | 17:00    |
| Godoy Cruz              | 2 - 2     | Platense           | Malvinas Argentinas                | 4 de diciembre | 19:15    |
| Sarmiento (J)           | 1 - 2     | Talleres (C)       | Eva Perón                          | 4 de diciembre | 19:15    |
| Lanús                   | 2 - 2     | Rosario Central    | Ciudad de Lanús                    | 4 de diciembre | 21:30    |
| Huracán                 | 1 - 0     | Racing Club        | Tomás Adolfo Ducó                  | 4 de diciembre | 21:30    |
| Gimnasia y Esgrima (LP) | 4 - 4     | Estudiantes (LP)   | Del Bosque                         | 5 de diciembre | 17:00    |
| Independiente           | 1 - 1     | San Lorenzo        | Libertadores de América            | 5 de diciembre | 19:15    |
| River Plate             | 2 - 3     | Defensa y Justicia | Monumental                         | 5 de diciembre | 21:30    |
| Aldosivi                | 3 - 2     | Argentinos Juniors | José María Minella                 | 6 de diciembre | 19:15    |
| Newell's Old Boys       | 0 - 0     | Banfield           | Marcelo Bielsa                     | 6 de diciembre | 21:30    |

| Fecha 25           | Fecha 25  | Fecha 25                | Fecha 25                    | Fecha 25        | Fecha 25 |
| Local              | Resultado | Visitante               | Estadio                     | Fecha           | Hora     |
| ------------------ | --------- | ----------------------- | --------------------------- | --------------- | -------- |
| Platense           | 3 - 2     | Vélez Sarsfield         | Ciudad de Vicente López     | 10 de diciembre | 19:15    |
| Estudiantes (LP)   | 2 - 3     | Aldosivi                | Jorge Luis Hirschi          | 10 de diciembre | 21:30    |
| Unión              | 3 - 0     | Colón                   | 15 de Abril                 | 11 de diciembre | 17:00    |
| Rosario Central    | 1 - 4     | Huracán                 | Gigante de Arroyito         | 11 de diciembre | 17:00    |
| Racing Club        | 2 - 1     | Godoy Cruz              | El Cilindro                 | 11 de diciembre | 17:00    |
| Patronato          | 0 - 0     | Gimnasia y Esgrima (LP) | Presbítero Bartolomé Grella | 11 de diciembre | 17:00    |
| Argentinos Juniors | 2 - 0     | Sarmiento (J)           | Diego Armando Maradona      | 11 de diciembre | 17:00    |
| Atlético Tucumán   | 1 - 1     | River Plate             | Monumental José Fierro      | 11 de diciembre | 19:15    |
| Boca Juniors       | 8 - 1     | Central Córdoba (SdE)   | La Bombonera                | 11 de diciembre | 22:00    |
| San Lorenzo        | 3 - 2     | Newell's Old Boys       | Nuevo Gasómetro             | 12 de diciembre | 17:00    |
| Defensa y Justicia | 2 - 1     | Lanús                   | Norberto Tomaghello         | 12 de diciembre | 19:15    |
| Talleres (C)       | 1 - 2     | Independiente           | Mario Alberto Kempes        | 12 de diciembre | 21:30    |
| Banfield           | 0 - 0     | Arsenal                 | Florencio Sola              | 13 de diciembre | 20:00    |

1. ↑  Primera jornada disputada con presencia de público, tras las medidas gubernamentales implementadas para el control de la pandemia de covid-19.[30]
2. ↑  Suspendido por las condiciones climáticas.[31] Se jugó el 30 de noviembre, a partir de las 19:15.

## Tabla de descenso
Entró en vigencia a los efectos de determinar los descensos que se produjeron al finalizar el ciclo 2022, que incluyeron los resultados de las temporadas 2019-20, 2021 y 2022.
| Pos. | Equipo                  | Promedio | 2019-20 | Copa 2021 | 2021 | Total | PJ |
| ---- | ----------------------- | -------- | ------- | --------- | ---- | ----- | -- |
| 1.º  | River Plate             | 1,967    | 47      | 21        | 54   | 122   | 62 |
| 2.º  | Boca Juniors            | 1,838    | 51      | 22        | 41   | 114   | 62 |
| 3.º  | Vélez Sarsfield         | 1,758    | 39      | 31        | 39   | 109   | 62 |
| 4.º  | Talleres (C)            | 1,661    | 37      | 20        | 46   | 103   | 62 |
| 5.º  | Defensa y Justicia      | 1,580    | 39      | 12        | 47   | 98    | 62 |
| 6.º  | Racing Club             | 1,532    | 42      | 21        | 32   | 95    | 62 |
| 7.º  | Argentinos Juniors      | 1,500    | 42      | 19        | 32   | 93    | 62 |
| 8.º  | Lanús                   | 1,483    | 36      | 19        | 37   | 92    | 62 |
| 9.º  | Estudiantes (LP)        | 1,467    | 30      | 22        | 39   | 91    | 62 |
| 10.º | Independiente           | 1,451    | 32      | 20        | 38   | 90    | 62 |
| 11.º | San Lorenzo             | 1,403    | 39      | 21        | 27   | 87    | 62 |
| 12.º | Rosario Central         | 1,387    | 36      | 18        | 32   | 86    | 62 |
| 13.º | Colón                   | 1,370    | 21      | 25        | 39   | 85    | 62 |
| 14.º | Unión                   | 1,306    | 28      | 19        | 34   | 81    | 62 |
| 15.º | Newell's Old Boys       | 1,241    | 38      | 11        | 28   | 77    | 62 |
| 16.º | Gimnasia y Esgrima (LP) | 1,209    | 24      | 15        | 36   | 75    | 62 |
| 17.º | Banfield                | 1,193    | 27      | 20        | 27   | 74    | 62 |
| 18.º | Platense                | 1,184    | -       | 14        | 31   | 45    | 38 |
| 19.º | Huracán                 | 1,177    | 22      | 13        | 38   | 73    | 62 |
| 20.º | Atlético Tucumán        | 1,161    | 32      | 18        | 22   | 72    | 62 |
| 21.º | Central Córdoba (SdE)   | 1,112    | 26      | 17        | 26   | 69    | 62 |
| 22.º | Arsenal                 | 1,096    | 35      | 12        | 21   | 68    | 62 |
| 23.º | Aldosivi                | 1,064    | 22      | 11        | 33   | 66    | 62 |
| 24.º | Godoy Cruz              | 1,032    | 18      | 15        | 31   | 64    | 62 |
| 25.º | Patronato               | 0,967    | 23      | 12        | 25   | 60    | 62 |
| 26.º | Sarmiento (J)           | 0,947    | -       | 12        | 24   | 36    | 38 |

## Tabla general de la temporada 2021
Se confeccionó con la sumatoria de puntos de los dos torneos de la temporada 2021: la fase de zonas de la Copa de La Liga y esta competición. Se utilizó para la clasificación a la Copa Libertadores y a la Copa Sudamericana de 2022.
| Pos. | Equipo                  | Pts. | PJ | PG | PE | PP | GF | GC | Dif. |
| ---- | ----------------------- | ---- | -- | -- | -- | -- | -- | -- | ---- |
| 1.º  | River Plate             | 75   | 38 | 22 | 9  | 7  | 78 | 30 | 48   |
| 2.º  | Vélez Sarsfield         | 70   | 38 | 20 | 10 | 8  | 57 | 34 | 23   |
| 3.º  | Talleres (C)            | 66   | 38 | 19 | 9  | 10 | 57 | 44 | 13   |
| 4.º  | Colón                   | 64   | 38 | 18 | 10 | 10 | 49 | 41 | 8    |
| 5.º  | Boca Juniors            | 63   | 38 | 17 | 12 | 9  | 57 | 31 | 26   |
| 6.º  | Estudiantes (LP)        | 61   | 38 | 16 | 13 | 9  | 59 | 41 | 18   |
| 7.º  | Defensa y Justicia      | 59   | 38 | 16 | 11 | 11 | 58 | 45 | 13   |
| 8.º  | Independiente           | 58   | 38 | 16 | 10 | 12 | 43 | 34 | 9    |
| 9.º  | Lanús                   | 56   | 38 | 16 | 8  | 14 | 62 | 61 | 1    |
| 10.º | Racing Club             | 53   | 38 | 14 | 11 | 13 | 38 | 35 | 3    |
| 11.º | Unión                   | 53   | 38 | 14 | 11 | 13 | 44 | 46 | −2   |
| 12.º | Argentinos Juniors      | 51   | 38 | 13 | 12 | 13 | 40 | 36 | 4    |
| 13.º | Huracán                 | 51   | 38 | 12 | 15 | 11 | 42 | 42 | 0    |
| 14.º | Gimnasia y Esgrima (LP) | 51   | 38 | 12 | 15 | 11 | 42 | 48 | −6   |
| 15.º | Rosario Central         | 50   | 38 | 14 | 8  | 16 | 55 | 59 | −4   |
| 16.º | San Lorenzo             | 48   | 38 | 13 | 9  | 16 | 39 | 49 | −10  |
| 17.º | Banfield                | 47   | 38 | 10 | 17 | 11 | 34 | 37 | −3   |
| 18.º | Godoy Cruz              | 46   | 38 | 12 | 10 | 16 | 53 | 57 | −4   |
| 19.º | Platense                | 45   | 38 | 11 | 12 | 15 | 48 | 55 | −7   |
| 20.º | Aldosivi                | 44   | 38 | 13 | 5  | 20 | 44 | 60 | −16  |
| 21.º | Central Córdoba (SdE)   | 43   | 38 | 10 | 13 | 15 | 44 | 53 | −9   |
| 22.º | Atlético Tucumán        | 40   | 38 | 10 | 10 | 18 | 46 | 66 | −20  |
| 23.º | Newell's Old Boys       | 39   | 38 | 9  | 12 | 17 | 38 | 53 | −15  |
| 24.º | Patronato               | 37   | 38 | 9  | 10 | 19 | 35 | 52 | −17  |
| 25.º | Sarmiento (J)           | 36   | 38 | 8  | 12 | 18 | 33 | 52 | −19  |
| 26.º | Arsenal                 | 33   | 38 | 7  | 12 | 19 | 23 | 57 | −34  |

|  | Clasificados a la Copa Libertadores 2022. |
|  | Clasificados a la Copa Sudamericana 2022. |

| 1. 2. 3. 4. |

## Clasificación a las competencias internacionales

### Copa Libertadores
Argentina tiene 6 cupos en la Copa Libertadores 2022:
- Argentina 1: Colón, campeón de la Copa de la Liga 2021.
- Argentina 2: River Plate, campeón del torneo.
- Argentina 3: Boca Juniors, campeón de la Copa Argentina 2019-20.
- Argentina 4: Vélez Sarsfield, el primer ubicado en la Tabla general de la temporada 2021, luego de los clasificados como campeones.
- Argentina 5: Talleres (C), el segundo ubicado.
- Argentina 6: Estudiantes (LP), el tercer ubicado.

### Copa Sudamericana
Los 6 cupos asignados en la Copa Sudamericana 2022 fueron:
- Argentina 1: Banfield, ganador del partido clasificatorio en la Copa Diego Armando Maradona.
- Argentina 2: Defensa y Justicia, el primer ubicado en la Tabla general de la temporada 2021, luego de los clasificados a la Copa Libertadores 2022.
- Argentina 3: Independiente, el segundo ubicado.
- Argentina 4: Lanús, el tercer ubicado.
- Argentina 5: Racing Club, el cuarto ubicado.
- Argentina 6: Unión, el quinto ubicado.

## Descensos y ascensos
Los descensos se encontraban suspendidos en todas las categorías en la temporada 2021. Con el ascenso de Tigre y Barracas Central, provenientes de la Primera Nacional 2021, el número de participantes aumentó a 28.

## Goleadores
| Jugador           | Equipo          | Goles | Jugada | Cabeza | T. libre | Penal | PJ |
| ----------------- | --------------- | ----- | ------ | ------ | -------- | ----- | -- |
| Julián Álvarez    | River Plate     | 18    | 17     | 1      | 0        | 0     | 21 |
| Marco Ruben       | Rosario Central | 15    | 8      | 7      | 0        | 0     | 19 |
| José Sand         | Lanús           | 15    | 11     | 1      | 1        | 2     | 24 |
| Matías Tissera    | Platense        | 14    | 10     | 2      | 0        | 2     | 21 |
| José Manuel López | Lanús           | 13    | 6      | 7      | 0        | 0     | 25 |

Fuente: Estadísticas-AFA

## Entrenadores
| Listado de entrenadores                                                                                | Listado de entrenadores                          | Listado de entrenadores |
| Equipo                                                                                                 | Entrenador/es                                    | Fechas                  |
| --- | ------------------------------------------------ | ----------------------- |
| Aldosivi                                                                                               | Fernando Gago                                    | 1.ª a 13.ª              |
| Aldosivi                                                                                               | Diego Villar (interino) Facundo Oreja (interino) | 14.ª                    |
| Aldosivi                                                                                               | Martín Palermo                                   | 15.ª a 25.ª             |
| Argentinos Juniors                                                                                     | Gabriel Milito                                   | 1.ª a 25.ª              |
| Arsenal                                                                                                | Sergio Rondina                                   | 1.ª a 6.ª               |
| Arsenal                                                                                                | Israel Damonte                                   | 7.ª a 21.ª              |
| Arsenal                                                                                                | Darío Espínola (interino)                        | 22.ª a 25.ª             |
| Atlético Tucumán                                                                                       | Omar De Felippe                                  | 1.ª a 15.ª              |
| Atlético Tucumán                                                                                       | Martín Anastacio (interino)                      | 16.ª                    |
| Atlético Tucumán                                                                                       | Pablo Guiñazú                                    | 17.ª a 22.ª             |
| Atlético Tucumán                                                                                       | Martín Anastacio (interino)                      | 23.ª a 25.ª             |
| Banfield                                                                                               | Javier Sanguinetti                               | 1.ª a 17.ª              |
| Banfield                                                                                               | Hugo Donato (interino)                           | 18.ª                    |
| Banfield                                                                                               | Diego Dabove                                     | 19.ª a 25.ª             |
| Boca Juniors                                                                                           | Miguel Ángel Russo                               | 1.ª a 6.ª               |
| Boca Juniors                                                                                           | Sebastián Battaglia                              | 7.ª a 25.ª              |
| Central Córdoba (SdE)                                                                                  | Gustavo Coleoni                                  | 1.ª a 9.ª               |
| Central Córdoba (SdE)                                                                                  | Adrián Adrover (interino)                        | 10.ª                    |
| Central Córdoba (SdE)                                                                                  | Sergio Rondina                                   | 11.ª a 25.ª             |
| Colón                                                                                                  | Eduardo Domínguez                                | 1.ª a 25.ª              |
| Defensa y Justicia                                                                                     | Sebastián Beccacece                              | 1.ª a 25.ª              |
| Estudiantes (LP)                                                                                       | Ricardo Zielinski                                | 1.ª a 25.ª              |
| Gimnasia y Esgrima (LP)                                                                                | Mariano Messera Leandro Martini                  | 1.ª a 9.ª               |
| Gimnasia y Esgrima (LP)                                                                                | Néstor Gorosito                                  | 10.ª a 25.ª             |
| Godoy Cruz                                                                                             | Sebastián Méndez                                 | 1.ª a 9.ª               |
| Godoy Cruz                                                                                             | Diego Flores                                     | 10.ª a 25.ª             |
| Huracán                                                                                                | Frank Darío Kudelka                              | 1.ª a 25.ª              |
| Independiente                                                                                          | Julio César Falcioni                             | 1.ª a 25.ª              |
| Lanús                                                                                                  | Luis Zubeldía                                    | 1.ª a 25.ª              |
| Newell's Old Boys                                                                                      | Fernando Gamboa                                  | 1.ª a 16.ª              |
| Newell's Old Boys                                                                                      | Adrián Taffarel (interino)                       | 17.ª a 25.ª             |
| Patronato                                                                                              | Iván Delfino                                     | 1.ª a 25.ª              |
| Platense                                                                                               | Leonardo Madelón                                 | 1.ª a 12.ª              |
| Platense                                                                                               | Claudio Spontón                                  | 13.ª a 25.ª             |
| Racing Club                                                                                            | Juan Antonio Pizzi                               | 1.ª a 5.ª               |
| Racing Club                                                                                            | Claudio Úbeda (interino)                         | 6.ª a 17.ª              |
| Racing Club                                                                                            | Fernando Gago                                    | 18.ª a 25.ª             |
| River Plate                                                                                            | Marcelo Gallardo                                 | 1.ª a 25.ª              |
| Rosario Central                                                                                        | Cristian González                                | 1.ª a 25.ª              |
| San Lorenzo                                                                                            | Paolo Montero                                    | 1.ª a 17.ª              |
| San Lorenzo                                                                                            | Diego Monarriz (interino) José Di Leo (interino) | 18.ª a 25.ª             |
| Sarmiento (J)                                                                                          | Mario Sciacqua                                   | 1.ª a 20.ª              |
| Sarmiento (J)                                                                                          | Martín Funes (interino)                          | 21.ª a 25.ª             |
| Talleres (C)                                                                                           | Alexander Medina                                 | 1.ª a 25.ª              |
| Unión                                                                                                  | Juan Manuel Azconzábal                           | 1.ª a 12.ª              |
| Unión                                                                                                  | Marcelo Mosset (interino)                        | 13.ª y 14.ª             |
| Unión                                                                                                  | Gustavo Munúa                                    | 15.ª a 25.ª             |
| Vélez Sarsfield                                                                                        | Mauricio Pellegrino                              | 1.ª a 25.ª              |
| 1. 2. 3. 4. 5. 6. 7. 8. 9. 10. 11. 12. 13. 14. 15. 16. 17. 18. 19. 20. 21. 22. 23. 24. 25. 26. 27. 28. |                                                  |                         |